# Quentin Dupuy
Quentin Dupuy, né le 1er juillet 1994 à Nîmes, est un handballeur professionnel français. Il mesure 1,94 m et joue au poste d'arrière gauche pour le club de le Dunkerque HGL

## Biographie
Quentin Dupuy rejoint l'USAM Nîmes Gard à seulement 9 ans et y progresse dans toutes les sections jeunes. Il apparaît sur la feuille de match de l'équipe professionnelle au cours de la saison 2011-2012. La saison suivante, il participe au titre de Championnat de France de D2
En 2015, il signe son premier contrat professionnel avec l'USAM Nîmes Gard à compter de la saison 2016/17 puis, avec l'équipe de France junior, il est sacré Championnat du monde junior au Brésil contre le Danemark.
Devenu le pilier de la défense nîmoise, il participe au retour de l'USAM parmi les meilleurs clubs français, atteignant la finale de la Coupe de France en 2018 puis terminant troisième de LNH en 2020.

## Palmarès

### En club
- Vainqueur du Championnat de France de Division 2 (1) : 2013
- Finaliste de la Coupe de France en 2018

### En équipe de France junior
Médaille d'or au Championnat du monde junior 2015